# Баскаки (Суздальский район)
Баскаки — село в Суздальском районе Владимирской области России, входит в состав Боголюбовского сельского поселения.

## География
Село расположено в 11 км на северо-восток от центра поселения посёлка Боголюбово и в 41 км на юго-восток от райцентра города Суздаль.

## История

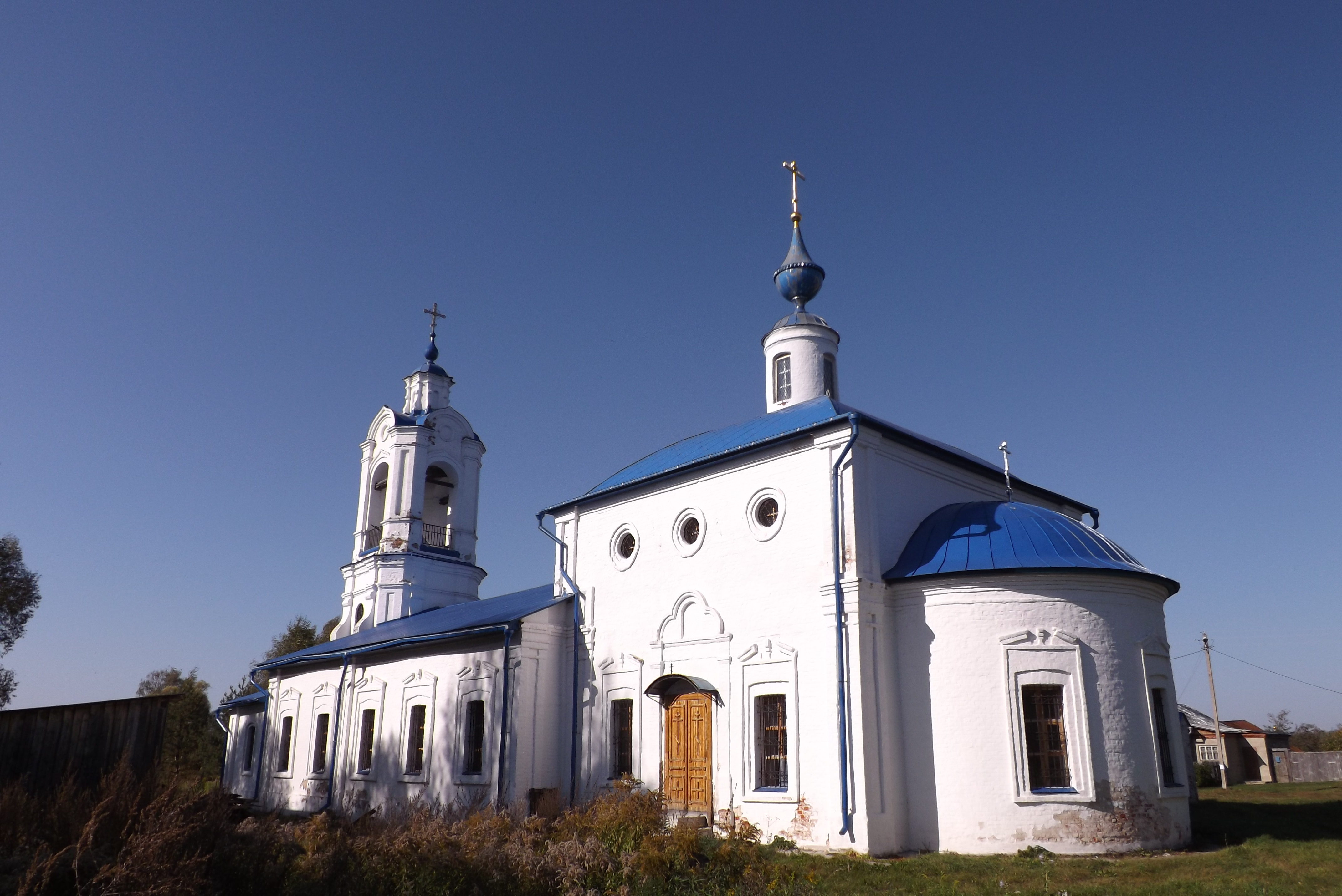
Церковь Рождества Пресвятой Богородицы. 2015 год

В 1677 году на средства помещика Андрея Арсеньева в селе Баскаки была построена церковь во имя Рождества Пресвятой Богородицы, к которой были определены священник, пономарь и просвирница. В 1726 году эта церковь сгорела и вместо нее на средства «князя Андрея княж Иванова сына Гундорова» построена вновь деревянная церковь и освящена в честь того же священного события. В 1868 году в Баскаках построена каменная церковь с таковою же колокольнею. Престолов в ней три: в холодной – во имя Пресвятой Богородицы, в приделах теплых – во имя святого великомученика Георгия и Симеона Богоприимца. В 1893 году приход состоял из села Баскак и деревень: Рамени и Велисова, в коих по клировым ведомостям числилось 398 душ мужского пола и 462 женского. В селе имелась церковно-приходская школа.
В конце XIX — начале XX века село входило в состав Боголюбовской волости Владимирского уезда.
С 1929 года деревня входила с состав Добрынского сельсовета Владимирского района, с 1965 года в составе Лемешинского сельсовета Суздальского района.

## Население
| 1859 | 1926 |
| ---- | ---- |
| 238  | 365  |

| 1859 | 1905 | 1926 | 2002 | 2010 | 2021 |
| ---- | ---- | ---- | ---- | ---- | ---- |
| 238  | ↗341 | ↗365 | ↘13  | ↘12  | ↗36  |

## Достопримечательности
В селе находится действующая Церковь Рождества Пресвятой Богородицы (1868).